# 公職選挙法
公職選挙法（こうしょくせんきょほう、昭和25年法律第100号）は、公職（国会議員、地方公共団体の議会の議員、首長）の定数と選挙方法に関する日本の法律である。
所管官庁は、総務省（自治行政局選挙部選挙課）である。
以下、本文において「第○条」とした場合は本法の条文を示す。

## 概要
1950年（昭和25年）にそれまでの衆議院議員選挙法、参議院議員選挙法の各条文、地方自治法における選挙に関する条文を統合する形で新法として制定された。第一条（目的）は「日本国憲法の精神に則り、衆議院議員、参議院議員並びに地方公共団体の議会の議員及び長を公選する選挙制度を確立し、その選挙が選挙人の自由に表明せる意思によつて公明且つ適正に行われることを確保し、もつて民主政治の健全な発達を期することを目的とする」としている。
公職選挙法は、通常の法律と同一の形式を有する法律として規定されており、国会議員に関して、直接利害関係を有する国会議員によりその内容が決定されていることとなる。このことに関連して、選挙制度や選挙区の割振りに対し、与党に有利な内容の制度が導入される可能性について否定的に論じる見解がある。いわゆる一票の格差の問題などについて、裁判所に対して選挙の無効を主張する場合がある。
他国においては、立法権を有する国会や議会から独立した第三者組織で定数や選挙区割、選挙方法などの制度が規定される例もある。
法律に様々な活動制限があることから、「べからず法」との指摘がある。拓殖大学の河村和徳教授によれば、日本では世界の中でも規制が多い方で、これは大正から昭和にかけ政党勢力が資金を使って買収などの不正選挙が横行、これを正し、資金力の無いものでも公平な形で戦えるようにしたためだという。一方で、様々な抜け道があることから「ざる法」という指摘も存在する。
本来、選挙運動はできるだけ自由でなければならないのが、日本国憲法の精神であるのに対し、欧米諸国に比べ公職選挙法は選挙運動の規制・制限を非常に多く設けている。

## 解説
本法律における「公職」とは「衆議院議員」「参議院議員」「地方公共団体の議会の議員」「地方公共団体の長」であり（第3条）、これら「公職」を選出する選挙に関して規定した法律である（第2条）。なお、特別区には市の規定が適用され（第266条）、政令指定都市の行政区・総合区については、選挙に関して、これを市とみなして本法律の規定を適用する（第269条）。地方公共団体の組合（一部事務組合または広域連合）の選挙については、所属する自治体に適用される規定を適用し（第267条）、財産区の議会選挙では、町村議会の規定が一部適用される（第268条）。
国会議員の選挙の事務については、比例代表選挙について中央選挙管理会が管理し、選挙区選挙については、都道府県選挙管理委員会が管理する。その他の地方議会・地方の長の選挙については、関連する都道府県ないしは市区町村の選挙管理委員会が管理する（第5条）。
地方自治体の首長が議会の議長に退職を申し出た場合、議長は5日以内に選挙管理委員会に通知し（第111条）、選挙管理委員会は通知を受けた日から50日以内に選挙を実施しなければならない（第34条）。
地方自治体の首長が死亡などにより欠けた場合、首長の職務代理者は5日以内に選挙管理委員会に通知し、選挙管理委員会は通知を受けた日から50日以内に選挙を実施しなければならない。ただし、行わなくとも罰則規定がないため、直後に合併に伴う失職が控えている場合には行わないケースもあるが（最近では、2004年の秋田県の旧河辺郡河辺町のケースに見られる。それ以前は、1950年代（いわゆる、昭和の大合併の時期）にあった、兵庫県内の自治体のケースにまでさかのぼる）、通常は失職まで数日しかなくとも実施することが多い。もっとも、たかが数日のために首長に給与を与えることや選挙費用の捻出（たとえ無投票当選となる選挙であっても一定の費用はかかる）に税金を使われることに対する批判もある（なお、河辺町では選挙を実施しなかったことについて当時の町民から歓迎された）。2011年3月に岩手県大槌町の加藤宏暉町長が東日本大震災で死亡した際には、同時に自治体が行政機能もろとも壊滅的な被害を受けたため、地方公共団体の議会の議員及び長の選挙期日等の臨時特例に関する法律によって町長選挙（震災以前から、翌4月の統一地方選挙で予定されていた）の延長が認められ、これにより以後6か月にわたって町長不在の状態が継続する事態となった（その間、町長が不在ゆえに副町長も任期切れで不在となり、一般職員へ職務代理者の交代を余儀なくされている）。
なお、公務員であるものが公職の選挙に立候補した場合は、その時点で「当該公務員たることを辞したものとみなす」とする規定がある（第90条）。これは他の公職の議員や地方公共団体の長に就いている者も同様であり、例として国会議員（参議院議員・衆議院議員）の地位にある者が辞職せず、そのまま都道府県知事選挙などに立候補した場合は、その届出の時点で国会議員を退職（自動失職と同じ意）となる。また、別の例として比例代表区選出の国会議員が辞職せず、同じ院の欠員の生じた選挙区の補欠選挙に立候補する場合でも同様に立候補した時点で退職（自動失職）となる。

### 議員の定数
第4条に定めがある。なお、地方議会の議員定数については、地方自治法により定められる（第4条第3項）。
- 衆議院議員：465人（うち小選挙区選出議員289人、比例代表選出議員176人）
- 参議院議員：248人（うち比例代表選出議員100人、選挙区選出議員148人）

### 選挙権
第9条に定めがある。
- 衆議院議員および参議院議員：日本国民で年齢満18歳以上の者
- 都道府県議会議員および都道府県知事：日本国民で年齢満18歳以上の者で引き続き3箇月以上その都道府県内の同一市区町村内に住所を有する（引き続き3箇月以上同一市区町村内に住所を有したことがあり、その都道府県内の別の市町村に住所を有する者も含む）に住所を有する者
- 市区町村議会議員及び市区町村長：日本国民で年齢満18歳以上の者で引き続き3箇月以上その市区町村の区域内（市町村の廃置分合（合併など）により消滅した市町村を含む）に住所を有する者

### 被選挙権
第10条に定めがある。
- 衆議院議員：日本国民で年齢満25歳以上の者
- 参議院議員：日本国民で年齢満30歳以上の者
- 都道府県議会議員：日本国民かつその選挙権を有する者で年齢満25歳以上の者
- 都道府県知事：日本国民で年齢満30歳以上の者
- 市区町村議会議員：日本国民かつその選挙権を有する者で年齢満25歳以上の者
- 市区町村長：日本国民で年齢満25歳以上の者

いずれも年齢は公示日・告示日ではなく選挙の期日（投票日）を基準とする。

### 選挙権・被選挙権の喪失
第11条に定めがあり、以下に該当する者は選挙権も被選挙権も有しない。
- 拘禁刑以上の刑に処せられその執行を終わる、もしくはその執行を受けることがなくなるまでの者（刑の執行猶予中の者を除く）
- 公職にある間に犯した収賄罪（刑法第197条から同第197条の4まで、および公職にある者等のあっせん行為による利得等の処罰に関する法律第1条の規定に定められた罪）により刑に処せられ、その執行を終わりもしくはその執行の免除を受けた者でその執行を終わりもしくはその執行の免除を受けた日から5年を経過しないものまたはその刑の執行猶予中の者
- 法律で定めるところにより行われる選挙、投票及び国民審査に関する犯罪により禁錮以上の刑に処せられその刑の執行猶予中の者

この他、第11条の2に定めがあり、以下に該当する者は該当期間中は被選挙権を有しない。
- 公職にある間に犯した収賄罪により刑に処せられ、その執行を終わりまたはその執行の免除を受けた者でその執行を終わりまたはその執行の免除を受けた日から5年を経過した者で、当該5年を経過した日から5年間（上述と合わせて10年間の被選挙権喪失）。

### 選挙に関する区域
選挙の単位については第12条に定めがある。
- 衆議院（小選挙区選出）議員、衆議院（比例代表選出）議員、参議院（選挙区選出）議員および都道府県の議会の議員：各選挙区において選挙
- 参議院（比例代表選出）議員：全都道府県府県の区域を通じて選挙
- 都道府県知事および市区町村長：当該地方公共団体の区域において選挙
- 市町村議会の議員：各選挙区（選挙区がない場合にあってはその市町村の区域）においてそれぞれ選挙

衆議院議員の小選挙区割および定数については第13条第1項（別表第一）に定めがあり、全国を289の選挙区に分け、各区の定数は1名となっている。比例代表の選挙区の区割は第13条第2項（別表第2）にあり、全国を地域別に11の選挙区（ブロック）に分けている。
参議院議員の選挙区割りおよび定数については第14条（別表第三）に定めがある。かつては各都道府県をそれぞれ1つの選挙区としていたが、2015年7月28日の本法律改正で鳥取県と島根県、徳島県と高知県において合区が行われ、45の選挙区が置かれている。

### 選挙期日
選挙期日は以下の期間内に行うよう定められている。
- 議員（国会議員・地方公共団体議員）の任期満了に伴う選挙：任期満了日の前30日以内（第31条第1項、第32条第1項、第33条第1項）
- 地方公共団体の長の任期満了に伴う選挙：任期満了日の前40日以内（第33条第1項）
- 衆議院及び地方公共団体議会の解散に伴う選挙：解散の日から40日以内（第31条第3項、第33条第2項）。上述の「任期満了に伴う選挙」に優先して実施される（第31条第5項、第33条第4項）。
- 地方公共団体の設置（新設）に伴う選挙：地方公共団体の設置日から50日以内（第33条第3項）

なお、衆議院委員（参議院議員）については国会（参議院）開会中にこの期間が含まれる場合は「国会（参議院）閉会の日から24日以後30日以内」に行われる（第31条第2項、第32条第2項）。このため、任期満了後に選挙が行われる場合があり、この場合は選挙の日をもって議員の任期開始日とする。議会の解散に伴う選挙の場合も同様（解散の時点で任期が終了となるため）。
また、地方公共団体において議会の任期満了日が長の任期満了日の90日前から前日までに当たる場合、特例として両者にかかる選挙を同時に実施することが出来る（第34条の2）。
この場合、選挙日は「『長の任期満了日50日前」と『議会議員の任期満了日30日前』の遅い方」から「『議会議員の任期満了後50日』と『長の任期満了日』の早い方」の間に行うものとし、議会議員の任期満了後に選挙を行った場合は、選挙の日をもって議員の任期開始日とする。

### 選挙期間
立候補の受付は「当該選挙の期日の公示又は告示があつた日に」行われる。（第86条他）
各条文において、少なくとも以下の選挙期間を設けること、とされている（選挙期間の初日が公示日に当たる）。
- 衆議院議員総選挙・衆議院議員再選挙及び補欠選挙：12日間（第31条・第33条の2第8項第1号）
- 参議院議員通常選挙・参議院議員再選挙及び補欠選挙：17日間（第32条・第33条の2第8項第2号）
- 都道府県知事選挙：17日間（第33条第5項第1号）
- 政令指定都市市長選挙：14日間（第33条第5項第2号）
- 都道府県議会、および政令指定都市議会議員選挙：9日間（第33条第5項第3号）
- 政令指定都市を除く市長・市議会議員選挙：7日間（第33条第5項第4号）
- 町村長・町村議会議員選挙：5日間（第33条第5項第3号）

### 投票方法
- 地方選挙や国政選挙でよく行われる記名式投票と、記号式投票（第46条の2）の2種類ある。ただし、記号式投票の実施は極少数である。
- 候補者名以外の文字・記号が書かれた（他事記載）票は無効票となる（第68条第1項第6号、同条第2項第6号、同条第3項第8号）。これは日本国憲法第15条第4項（秘密投票）を根拠としている。
- 投票用紙には投票した人の名前を記入してはならない（第46条第4項、日本国憲法第15条第4項）
- 目の見えない人は投票管理人に申し出ることで点字で投票することができる（施行令第39条）。
  - 施行令第39条では主語に「盲人である選挙人」としか書いてないため、障害者手帳交付の有無とは無関係である。治療中などで一時的に見えなくなった人も対象となる。
  - 施行令第39条で「盲人である」と書いてある通り、客観的に晴眼者とわかる人は点字投票できない。このことは『選挙関係実例判例集』p.436[8]（ぎょうせい）で同様の説明している。

### 特別選挙
以下の要件に該当する場合は、再選挙または補欠選挙が実施される。
- 衆議院小選挙区、参議院選挙区、地方公共団体の長について、選挙後に以下に該当するとき：再選挙を実施（第109条）
  - 当選人がいない、もしくは繰上補充を行っても当選人が定数に達しない
  - 当選人が死亡
  - 本法律の規定に基づき当選人の当選が無効となったとき
- 衆議院比例代表選出、参議院比例代表選出、地方公共団体の議会議員について、以下に該当するとき：再選挙を実施（第110条）
  - 衆議院・参議院においては議員の欠員が当該選挙区の定数の1/4を超えたとき
  - 地方公共団体においては議員の欠員が当該選挙区の定数の1/6を超えたとき
  - 訴訟または異議申し立ての結果、選挙結果の無効が確定したとき
- 衆議院議員、参議院議員、地方公共団体の議会議員について、欠員の数が一定の条件（補欠選挙の項目を参照）を超えるとき：補欠選挙を実施（第113条）

再選挙・補欠選挙は当該事由が発生してから起算して、国会議員は40日以内（第33条の2第1項）、地方橋公共団体の長及び議員は50日以内（第34条第1項）に行われる。なお、補欠選挙により選任された議員の任期は、前任者の残任期間とする（第260条）。
地方公共団体などで、編入合併によって著しく人口が増大した場合には、増加規模に応じた定数を定めて、増員選挙を行う場合がある。例えば秋田市は、2005年1月11日の合併の際、合併特例を適用しなかったため、旧河辺町・雄和町双方の議員が失職したが、従来の秋田市の議員定数を42から46と4名増員し、旧両町で定数各2名の増員選挙を行った。なお、合併に伴う秋田市の人口増加は、有権者数ベースで3.3万人だった。また、増員選挙で当選した議員の任期は、従来の秋田市議と同一となった。ただし、2007年4月22日投票の秋田市議選では、この増員分が削減された。なお、増員選挙の場合はその直前に行われた議会選挙で選出された議員の任期満了日までが任期となる。
選挙運動期間中に候補者が死亡等した場合、投票日から数えて3日前まで（町村長・町村議は2日前）の死亡等であった場合には補充立候補が認められる。

### 選挙運動
公務員は地位を利用した選挙運動（首長など自分の肩書で特定候補への投票を呼び掛ける）をしてはならない。これは特別職であっても例外ではない（第136条の2）。

### 任期の起算日
本法律に基づき選出される公職の任期の起算日については以下の規定がある。
- 衆議院議員：任期満了による総選挙が任期満了の日前に行われたときは前任者の任期満了日の翌日、それ以外（解散時を含む）は総選挙の期日（第256条）
- 参議院議員：原則として前任者の任期満了の日の翌日、通常選挙が前の通常選挙による議員の任期満了日以後に行われたときは通常選挙の期日（第257条）
- 地方公共団体の議員：任期満了による一般選挙が任期満了の日前に行われたときは前任者の任期満了日の翌日、選挙後に前任の議員が全てなくなったときはその翌日、それ以外（解散時を含む）は一般選挙の期日。（第258条）
- 地方公共団体の長：任期満了による選挙が任期満了の日前に行われたときは前任者の任期満了日の翌日、選挙後に前任の長が欠けたときはその翌日、それ以外は選挙の期日（第259条）。ただし、長の任期満了前の退職（辞任）に伴う選挙で前任者が再選したときは、その選挙がなかったものとして任期の起算日を決定する（第259条の2）

### 選挙の費用負担
選挙にかかる費用負担（財政措置）は原則地方財政法に定めるところとされている（第261条）が、都道府県・市町村等の選挙管理委員会が選挙に関する常時啓発のための活動にかかる費用等（講演会、討論会、研修会、講習会、映画会等の開催に要する費用や、新聞、パンフレツト、ポスター等の文書図画の刊行または頒布に要する費用、関係各種の団体、機関等との連絡を図るために要する費用等）や衆議院議員および参議院議員の選挙の結果の速報に要する費用は国が必要な財政措置を執ることになっている（第261条の2）。また、選挙人名簿の調製や選挙公報の発行に要する費用なども国が必要な財政措置を執ることになっている（第262条）。

#### 国庫負担
衆議院議員選挙および参議院議員選挙に関する以下の費用は全額国庫負担とされている（第263条）。
- 投票用紙及び封筒、不在者投票証明書およびその封筒並びに投票箱の調製に要する費用
- 選挙事務のため参議院合同選挙区選挙管理委員会ならびに都道府県および市町村の選挙管理委員会、投票管理者、開票管理者、選挙長及び選挙分会長において要する費用
- 投票所、共通投票所、期日前投票所、開票所、選挙会場及び選挙分会場に要する費用
- 不在者投票に関する選挙事務のため不在者投票管理者において要する費用およびその投票記載場所に要する費用、郵便等による送付に要する費用、送信に要する費用
- 在外選挙人名簿および在外選挙人証の調製並びに在外選挙人証の交付に要する費用
- 在外選挙に関し、該当の選挙人の現在する場所において投票する際に関する費用
- 投票管理者、開票管理者、選挙長、選挙分会長、投票立会人、開票立会人および選挙立会人に対する報酬及び費用弁償に要する費用
- 選挙事務所の標札に要する費用
- 選挙運動用自動車、船舶または拡声器の表示、個人演説会、政党演説会または政党等演説会の開催中の立札または看板の類に要する費用
- 選挙運動用自動車の使用に要する費用
- 通常葉書の費用並びに通常葉書およびビラの作成に要する費用
- 文書図画に関する立札および看板の類並びにポスターの作成に要する費用
- ポスター掲示場の設置に要する費用
- 新聞広告に要する費用
- 政見放送に要する費用
- 個人演説会のための施設（設備を含む）、標旗、腕章に関する費用
- 個人演説会に関する立札および看板の類の作成に要する費用
- 投票記載所の掲示に要する費用
- 公職の候補者、推薦届出者その他選挙運動の従事者が選挙運動の期間中関係区域内において使用する交通機関にて要した費用として認められる上限までの費用

## 構成
- 第1章 総則（第1条 - 第8条）
- 第2章 選挙権及び被選挙権（第9条 - 第11条の2）
- 第3章 選挙に関する区域（第12条 - 第18条）
- 第4章 選挙人名簿（第19条 - 第30条）
- 第4章の2 在外選挙人名簿（第30条の2 - 第30条の16）
- 第5章 選挙期日（第31条 - 第34条の2）
- 第6章 投票（第35条 - 第60条）
- 第7章 開票（第61条 - 第74条）
- 第8章 選挙会及び選挙分会（第75条 - 第85条）
- 第9章 公職の候補者（第86条 - 第94条）
  - 第92条（供託）
- 第10章 当選人（第95条 - 第108条）
- 第11章 特別選挙（第109条 - 第118条）
- 第12章 選挙を同時に行うための特例（第119条 - 第128条）
- 第13章 選挙運動（第129条 - 第178条の3）
- 第14章 選挙運動に関する収入及び支出並びに寄附（第179条 - 第201条）
- 第14章の2 参議院（選挙区選出）議員の選挙の特例（第201条の2 - 第201条の4）
- 第14章の3 政党その他の政治団体等の選挙における政治活動（第201条の5 - 第201条の15）
- 第15章 争訟（第202条 - 第220条）
  - 第203条（地方公共団体の議会の議員及び長の選挙の効力に関する訴訟）
  - 第204条（衆議院議員又は参議院議員の選挙の効力に関する訴訟）
  - 第207条（地方公共団体の議会の議員及び長の当選の効力に関する訴訟）
  - 第208条（衆議院議員又は参議院議員の当選の効力に関する訴訟）
- 第16章 罰則（第221条 - 第255条の4）
- 第17章 補則（第256条 - 第275条）
- 附則

## 2000年代以降

### インターネット関連
- 以前の公職選挙法では公示日または告示日から投票が終了するまでの間、候補者の名前の入った選挙運動（投票依頼）目的の文書図画については、選挙管理委員会が発行するシール又はハンコのついた一定枚数の文書図画しか発行できなかった。総務省はWEBページ、ブログ、電子メールも「文書図画にあたる」と解釈し、なおかつWEBの更新については新しい部分だけでなく過去のものも一体のものとして頒布・掲示したことにあたると解していたため、同省は「候補者は選挙期間中WEBサイトを更新できない」という立場をとっていた。電子メールについては、内部の事務連絡に使用するのは問題ないが、不特定または多数に投票依頼を行うことは文書図画の頒布にあたると解していた（政治家がメルマガを発行し続けることについての見解は不明）。このため、以前は総務省の見解を尊重すると、選挙期間中インターネットを利用した選挙活動（ネット選挙）を行えず、ブログの更新や、Twitterのつぶやき[9]、さらにはmixiの足あと[10]まで公職選挙法に抵触するとしていた。ただし、この解釈は一度も司法の判断を受けていなかったため、社会的に定着しきっていたとは言えず、総務省・選管とインターネットを使用して選挙運動を行いたい候補者・市民との間で「両すくみ」のような状態になっていた。ただし、2011年の福岡市議選では、元放送通信会社員で無所属候補の本山貴春がUSTREAM・Twitter・YouTube・ブログ・メールマガジンなどを選挙運動期間中に毎日更新したにも拘らず、起訴猶予（事実上の不起訴）となっている（詳細はネット選挙を参照）。この状態を解消するため、インターネットを利用した選挙運動を明文で認める、公職選挙法の改正が2013年4月に行われた。
- 2007年の東京都知事選挙の外山恒一の政見放送がネットで注目され、加工されたものを含めてYouTubeなど動画サイトに多数アップロードされた。この事態を受けて東京都選管は、146条の脱法文書規制ではなく政見放送の回数の公平性を理由としてプロバイダに当該動画の削除要請を行った。

### 選挙権年齢の18歳以上への引き下げ
- 2015年（平成27年）6月17日に、第3次安倍内閣（安倍晋三首相）下で「選挙権年齢を20歳以上から18歳以上に引き下げること」など18歳選挙権に関連する改正公職選挙法[11]が成立した。この改正法は、2015年（平成27年）6月19日に公布され、1年後の2016年（平成28年）6月19日から施行された。[12][13]
- この改正により、18歳・19歳の約240万人の新たな有権者が出現することになり、投票率が低い若年層の意見がより政治に反映されることが期待された。2016年（平成28年）6月19日の改正法の施行日以後に、期日が公示される総選挙又は通常選挙から適用される[14]ため、2016年（平成28年）の第24回参議院議員通常選挙の公示以後適用となった。ただしこの参議院選挙の公示の日以後に、選挙の告示がされた地方選挙で、参議院選挙の投票日より前（具体的には1週間前の7月3日）に投票日が設定されたものにも適用がされた。具体的には、2016年（平成28年）6月26日告示、同年7月3日投票の福岡県うきは市長選が日本初の18歳・19歳選挙となった[15]（平成28年（2016年）6月28日告示、同年7月3日投票の滋賀県日野町長選挙も日本初の18歳・19歳選挙として予定されていたが、立候補が現職1人のみだったため無投票当選となり選挙は行われなかった[16]）
- この改正に伴い、「少年法の適用対象となる18歳・19歳が連座制の対象となる悪質な選挙犯罪を行った場合に、原則として家庭裁判所が検察官送致をしなければならないこと」が改正法の附則第5条に定められた。

### その他
- 地方の首長選において、ローカル・マニフェストの配布が2007年の統一地方選挙から、「ビラ」という形で解禁された。
- 2007年の長崎市長選挙の期間中の4月17日、現職の市長であり候補者であった伊藤一長が暴力団関係者に銃撃され、翌日早朝に死亡する事件が発生した（長崎市長射殺事件）。上記の補充立候補の期限切れ間際に2人が立候補をしたが、多くの無効票が発生したり、補充候補者の選挙活動期間が他の候補者より大幅に短かったり、事件のショックが覚めやらぬ中で4月22日の投票日を迎えて有権者が投票を迫られたなど、多くの問題が発生した。このため、期日前投票を含めた現行の公職選挙法の見直しの議論が起こっている。具体的には、期日前投票のやり直し（既に投じられた票を一旦全て破棄した上で再度投票してもらう）、選挙実施日の延長などが提案に挙がっている。
- 2011年の統一地方選挙は、3月11日に東日本大震災が発生してわずか1か月で最初の投票日を迎えた。選挙の実施が困難な自治体は臨時特例法によって選挙の延期が認められたが、それ以外の自治体でも候補者が選挙活動の自粛を余儀なくされる異例の選挙となった。千葉県議会議員選挙では、浦安市長と同市の選挙管理委員会が選挙事務の執行を拒否したために同市選挙区の有権者が投票を行えず、再選挙となる事態も起こっている。こうした状況下で岩手・宮城・福島・茨城の4県の被災自治体以外での選挙の予定通りの実施を決めたことに対しては、みんなの党（一律で選挙を延期する独自の法案を国会に提出していた）などから批判も挙がった。
- 2020年以降の新型コロナウイルス（COVID-19）感染症によるコロナ禍で、陽性反応が出たため自宅や宿泊施設での療養状態にある感染者の投票機会確保が課題となった。そのため、2021年の第204回国会では議員立法により特定患者等の郵便等を用いて行う投票方法の特例に関する法律（コロナ郵便投票法）が成立し、同年の東京都議会議員選挙から適用されている。
- 東京都知事選挙は首長選挙の中でも特に全国的な注目度が高いが、そうした要因もあって、2024年の選挙において公職選挙法では想定していなかった事態が多発した。詳細は2024年東京都知事選挙#選挙期間中の主な出来事を参照。